# 伊予郡

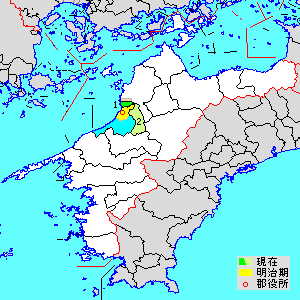
愛媛県伊予郡の位置（1.松前町 2.砥部町 薄黄：後に他郡に編入された区域 薄緑・水色：後に他郡から編入した区域）

- 令制国一覧 > 南海道 > 伊予国 > 伊予郡
- 日本 > 四国地方 > 愛媛県 > 伊予郡

伊予郡（いよぐん）は、愛媛県（伊予国）の郡。
人口49,060人、面積121.97km²、人口密度402人/km²。（2025年3月1日、推計人口）。
以下の2町を含む。
- 松前町（まさきちょう）
- 砥部町（とべちょう）

## 古代
伊余国造の領域を中心として建てられた。

### 式内社
『延喜式』神名帳に記される郡内の式内社。
| 神名帳                     | 神名帳          | 神名帳 | 神名帳                 | 比定社                 | 比定社                 | 比定社 | 集成 |
| 社名                       | 読み            | 格     | 付記                   | 社名                   | 所在地                 | 備考   | 集成 |
| -------------------------- | --------------- | ------ | ---------------------- | ---------------------- | ---------------------- | ------ | ---- |
| 伊予郡 4座（大1座・小3座） |                 |        |                        |                        |                        |        |      |
| 伊予神社                   | イヨノ          | 名神大 |                        | （論）伊予神社         | 愛媛県伊予市上野       |        |      |
| 伊予神社                   | イヨノ          | 名神大 | （論）伊予神社         | 愛媛県伊予郡松前町神崎 |                        |        |      |
| 伊予神社                   | イヨノ          | 名神大 | （論）伊予豆比古命神社 | 愛媛県松山市居相       |                        |        |      |
| 伊曽能神社                 | イソノノ        | 小     |                        | 伊曽能神社             | 愛媛県伊予市宮下       |        |      |
| 高忍日売神社               | タカオシヒメノ- | 小     |                        | 高忍日賣神社           | 愛媛県伊予郡松前町徳丸 |        |      |
| 伊予豆比子命神社           | イヨツヒコノ-   | 小     |                        | （論）伊豫豆比古命神社 | 愛媛県松山市居相       |        |      |
| 伊予豆比子命神社           | イヨツヒコノ-   | 小     | （論）伊予神社         | 愛媛県伊予郡松前町神崎 |                        |        |      |
| 凡例を表示                 |                 |        |                        |                        |                        |        |      |

## 明治維新後
1878年（明治11年）に行政区画として発足した当時の郡域は、現在の松前町全域のほか、下記の区域にあたる。
- 松山市の一部（西垣生町・東垣生町・余戸各町・保免各町・市坪各町・出合）
- 伊予市の一部（双海町各町・中山町各町・平岡・上唐川・両澤・鵜崎を除く）

### 町村制以前の沿革
- 「旧高旧領取調帳」に記載されている明治初年時点での支配は以下の通り。（3町41村）

| 知行 | 知行           | 村数     | 村名 |
| ---- | -------------- | -------- | --- |
| 藩領 | 伊予松山藩     | 22村     | 北川原村、西高柳村、上高柳村、昌農内村、東古泉村、西古泉村、浜村、筒井村、横田村、大溝村、永田村、恵久美村、大間村、鶴吉村、神崎村、出作村、徳丸村、中河原村、保免村、余戸村、垣生村、市坪村 |
| 藩領 | 伊予大洲藩     | 3町 15村 | 灘町、湊町、三島町、中村、森村、三秋村、本郡村、尾崎村、下唐川村、米湊村、上吾川村、下吾川村、下三谷村、上三谷村、上野村、宮下村、八倉村、釣吉村                                             |
| 藩領 | 伊予新谷藩     | 2村      | 市場村、稲荷村 |
| 藩領 | 松山藩・大洲藩 | 1村      | 黒田村 |
| 藩領 | 大洲藩・新谷藩 | 1村      | 大平村 |

- 明治4年

現在の伊予郡 ■:市 / ■:町
拡大表示（SVGファイル対応ブラウザのみ）

  - 7月14日（1871年8月29日） - 廃藩置県により、松山県、大洲県、新谷県の管轄となる。
  - 11月15日（1871年12月26日） - 第1次府県統合により、全域が松山県の管轄となる。
- 明治5年
  - 2月9日（1872年3月17日） - 石鉄県の管轄となる。
  - 5月15日（1872年6月20日） - 重信川以南（保免村・余戸村・垣生村・市坪村を除く3町37村）が宇和島県の管轄となる。
  - 6月23日（1872年7月28日） - 宇和島県の管轄地域が神山県の管轄となる。
- 明治6年（1873年）2月20日 - 全域が愛媛県の管轄となる。
- 明治初年（3町43村）
  - 黒田村が分割して北黒田村・南黒田村となる。
  - 垣生村が分割して西垣生村・東垣生村となる。
- 明治10年（1877年） - 釣吉村が鶴吉村に合併。（3町42村）
- 明治11年（1878年）12月16日 - 郡区町村編制法の愛媛県での施行により、行政区画としての伊予郡が発足。「伊予下浮穴郡役所」が郡中湊町に設置され、下浮穴郡とともに管轄。

### 町村制以降の沿革

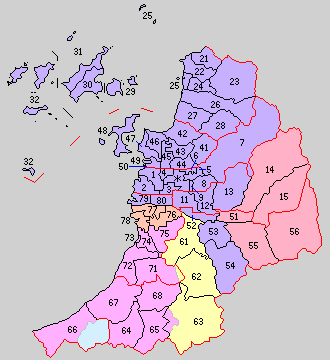
61.原町村 62.砥部村 63.広田村 64.中山村 65.出淵村 66.下灘村 67.上灘村 68.佐礼谷村 71.南山崎村 72.北山崎村 73.郡中町 74.郡中村 75.南伊予村 76.北伊予村 77.岡田村 78.松前村 79.垣生村 80.余土村（紫：松山市 桃：伊予市 黄：砥部町 橙：松前町 水色：喜多郡内子町 1 - 9は温泉郡 11 - 15は久米郡 21 - 32は風早郡 41 - 50は和気郡 51 - 56は下浮穴郡→温泉郡）

- 明治22年（1889年）12月15日 - 町村制の施行により、下記の町村が発足[10]。特記以外は現・伊予市。（1町9村）
  - 南山崎村 ← 下唐川村、大平村、下浮穴郡両沢村、上唐川村（現・伊予市）、鵜崎村（現・伊予市、砥部町）
  - 北山崎村 ← 三秋村、中村、市場村、森村、本郡村、三島町、尾崎村、稲荷村
  - 郡中町 ← 灘町、湊町［町分］、米湊村［町分］、下吾川村［町分］
  - 郡中村 ← 米湊村［村分］、上吾川村、湊町［村分］、下吾川村［村分の大部分］、南黒田村［一部］
  - 南伊予村 ← 下三谷村、上三谷村、上野村、宮下村、八倉村
  - 北伊予村 ← 横田村、徳丸村、出作村、中河原村、鶴吉村、永田村［大部分］、大溝村、東古泉村［大部分］、神崎村、恵久美村［一部］、浜村［一部］(現・松前町)
  - 岡田村 ← 西古泉村［大部分］、恵久美村［大部分］、大間村、北川原村、昌農内村、上高柳村、西高柳村、永田村［一部］(現・松前町)
  - 松前村 ← 北黒田村、浜村［大部分］、筒井村、下吾川村［村分の一部］、東古泉村［一部］、西古泉村［一部］、南黒田村［大部分］(現・松前町)
  - 垣生村 ← 西垣生村、東垣生村（現・松山市）
  - 余土村 ← 余戸村、保免村、市坪村（現・松山市）
- 明治30年（1897年）4月1日 - 郡制の施行により、伊予郡・下浮穴郡の各一部の区域をもって、改めて伊予郡が発足。原町村・砥部村・広田村・中山村・出淵村・下灘村・上灘村・佐礼谷村が本郡の所属となり、垣生村・余土村の所属郡が温泉郡に変更。（1町15村）
- 明治40年（1907年）1月1日 - 出淵村・中山村が合併し、改めて中山村が発足。（1町14村）
- 明治41年（1908年）10月1日 - 下灘村の一部（石畳）が喜多郡満穂村に編入。
- 大正10年（1921年）9月3日 - 上灘村が町制施行して上灘町となる。（2町13村）
- 大正11年（1922年）10月31日 - 松前村が町制施行して松前町となる。（3町12村）
- 大正12年（1923年）4月1日 - 郡会が廃止。郡役所は存続。
- 大正14年（1925年）4月1日
  - 中山村が町制施行して中山町となる。（4町11村）
  - 上灘町の一部が南山崎村に編入。
- 大正15年（1926年）7月1日 - 郡役所が廃止。以降は地域区分名称となる。
- 昭和3年（1928年）11月10日 - 砥部村が町制施行して砥部町となる。（5町10村）
- 昭和4年（1929年）3月15日 - 広田村の一部（栗田）が中山町に編入。
- 昭和15年（1940年）1月1日 - 郡中町・郡中村が合併し、改めて郡中町が発足。（5町9村）
- 昭和30年（1955年）
  - 1月1日 - 南山崎村・北山崎村・郡中町・南伊予村が合併して伊予市が発足し、郡より離脱。（4町6村）
  - 2月1日 - 中山町・佐礼谷村が合併し、改めて中山町が発足。（4町5村）
  - 3月31日（4町1村）
    - 砥部町・原町村が合併し、改めて砥部町が発足。
    - 松前町・北伊予村・岡田村が合併し、改めて松前町が発足。
    - 上灘町・下灘村が合併して双海町が発足。
- 昭和33年（1958年）11月1日
  - 砥部町が伊予市の一部（鵜崎の一部[11]）を編入。
  - 中山町の一部（佐礼谷のうち平岡）を伊予市に編入。
- 平成17年（2005年）
  - 1月1日 - 砥部町・広田村が合併し、改めて砥部町が発足。（4町）
  - 4月1日 - 中山町・双海町が伊予市と合併し、改めて伊予市が発足、郡より離脱。（2町）